# Agrochola thurneri
Agrochola thurneri là một loài bướm đêm trong họ Noctuidae.